# Ricardo James
Ricardo Emir James Rayo (Changuinola, Provincia de Bocas del Toro, Panamá, 7 de mayo de 1966) es un exfutbolista panameño que jugaba en la posición de arquero; actualmente es entrenador de porteros del Club Deportivo Universitario.

Tuvo una destacada carrera en los clubes Platense y Olimpia de Honduras y participó en dos Eliminatorias con la selección de fútbol de Panamá.

## Trayectoria

### Inicios
James inicia su carrera en la comunidad de Guabito, con el equipo de Inter de Guabito actual Guabito FC, donde logra pasar al Platense de Honduras.

### Platense
Con Platense jugó 123 partidos en 12 años.

### Olimpia
En Olimpia participó en 127 juegos y se retiró a los 40 años ganando su quinto título.

## Selección de Panamá
James hizo su debut para Panamá en marzo de 1993, para la Copa Uncaf de Naciones contra Honduras, totalizando 43 partidos.
Participó en las Eliminatorias Mundialistas para Francia 1998 y Japón-Corea 2002 y fue el arquero titular en la Copa de Oro de la Concacaf 1993.

## Retiro
Al retirarse, trabajó como entrenador de porteros para el Platense de Honduras, también lo hizo en Panamá en clubes como San Francisco FC, Sporting San Miguelito y actualmente para el Club Deportivo Universitario en la ciudad de Penonomé, formando parte del cuerpo técnico de Gary Stempel.

## Palmarés

### Como jugador
| Título        | Club                   | País     | Año  |
| ------------- | ---------------------- | -------- | ---- |
| Clausura 2007 | Club Deportivo Olimpia | Honduras | 2007 |

### Como entrenador de Arqueros
| Título        | Club                   | País   | Año  |
| ------------- | ---------------------- | ------ | ---- |
| Clausura 2013 | Sporting San Miguelito | Panamá | 2013 |

- Datos: Q7322677